# 36 chandelles
36 chandelles est une émission de télévision française, consacrée à la variété, diffusée sur RTF Télévision du 27 octobre 1952 au 7 juillet 1958. Enregistrée en public sur les plus grandes scènes parisiennes, elle était animée par Jean Nohain.

## Historique
Jean Nohain, auteur de chansons mises en musique par Mireille, inventeur de jeux radiophoniques, crée l'émission en 1952 pour « faire oublier aux gens leurs soucis quotidiens avec du rire et des surprises ».
Son émission permet à de jeunes talents d'éclore et de se faire connaître, comme Jacques Charrier, le ventriloque Jacques Courtois, Alain Delon, Mylène Demongeot, Charles Aznavour, Georges Brassens, François Deguelt, Annie Cordy, Darry Cowl, Fernand Raynaud, Roger Pierre et Jean-Marc Thibault, Sim.
On peut aussi y voir et entendre des vedettes confirmées du cinéma ou de la chanson de l'époque comme Maurice Chevalier, Fernandel, Eddie Constantine, Yves Montand, Les Compagnons de la chanson ou Luis Mariano.
Des sportifs comme le boxeur Georges Carpentier, l’athlète Jules Ladoumègue, le cycliste Jean Robic, le patineur Alain Giletti, ou les Quatre Mousquetaires, sont également invités.
En 1957, un film de 105 minutes, C'est arrivé à 36 chandelles rend hommage à l'émission.
Dans l'émission du 28 avril 1958, Jean Nohain a invité sept compositeurs français pour jouer au piano la mélodie de leur chanson qui a rencontré le plus de succès entre 1945 et 1955 :
- Henri Betti (1917-2005) pour C'est si bon (1947) ;
- Louiguy (1916-1991) pour La Vie en rose (1946) ;
- Paul Durand (1907-1977) pour Boléro (en) (1948) ;
- Joseph Kosma (1905-1969) pour Les Feuilles mortes (1946) ;
- Louis Ferrari (1910-1987) pour Domino (1949) ;
- Paul Misraki (1908-1998) pour Tu n'peux pas t'figurer (1950) ;
- André Popp (1924-2014) pour Les Lavandières du Portugal (1954).